# Acotango
L'Acotango est un volcan de Bolivie et du Chili.

## Géographie
Il est le volcan le plus élevé du groupe de stratovolcans se trouvant à la frontière entre la Bolivie et le Chili. Ce groupe est connu sous le nom de Nevados de Quimsachata et comporte également les sommets de Humarata et Cerro Capurata.
Son orientation suit une ligne nord-sud. Le volcan a subi une importante érosion, mais les coulées de lave sur sa face Nord sont morphologiquement jeunes, suggérant que l'Acotango ait pu être actif pendant l'Holocène.